# Wielopole (Zagórz)

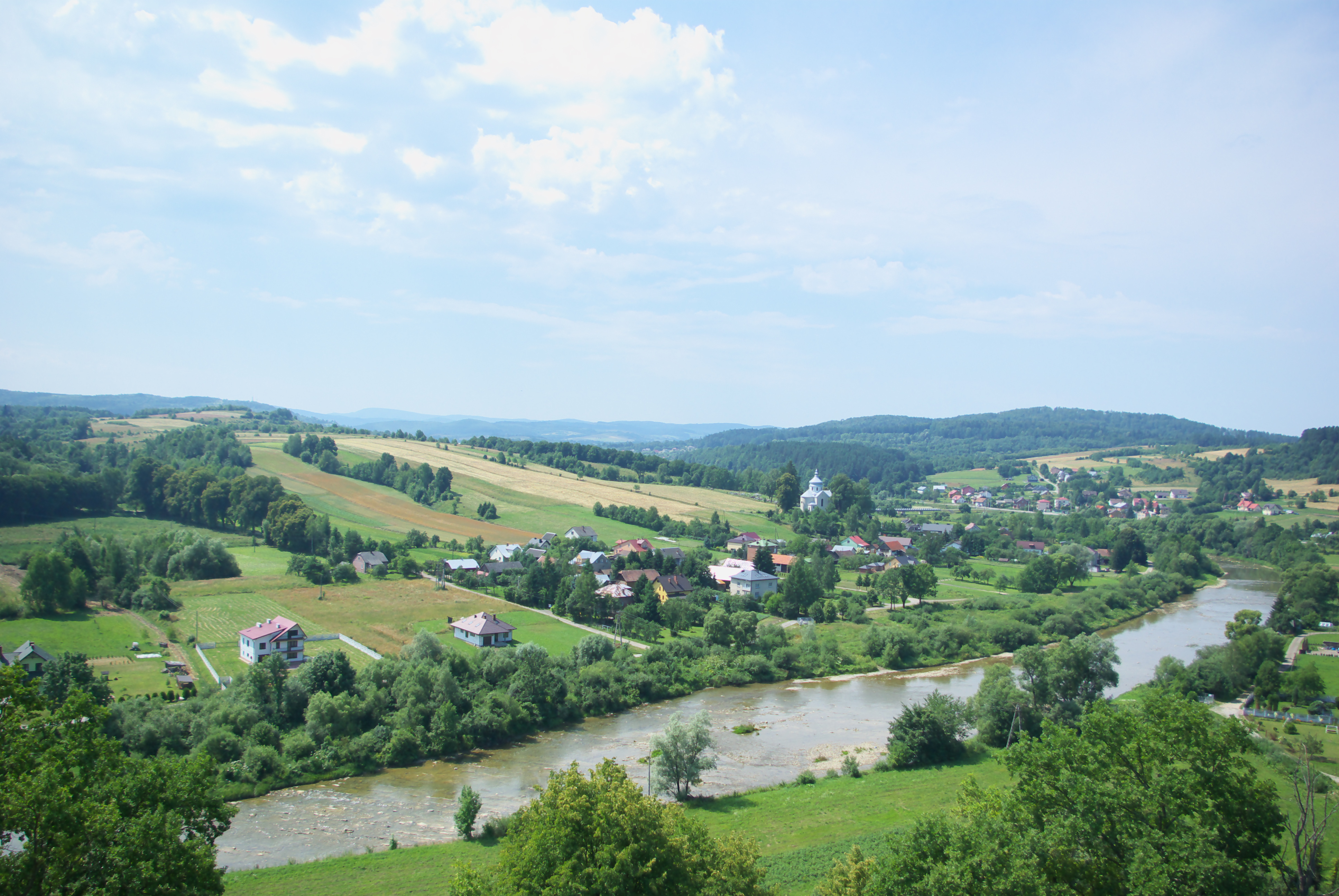
Überblick

Wielopole ist ein südlicher Stadtteil von Zagórz am Fluss Osława und der DW892, im Powiat Sanocki der Woiwodschaft Karpatenvorland in Polen.

## Geschichte
Im Jahr 1412 wurde der Ort als Welepole erstmals erwähnt, danach als Wyelepole (1428). Nach dem Jahr 1437 folgte die Unterscheidung Antiqua Velepole, Velepole antiqua villa und Welepole cum libertate alias z Wolą (1454) und Wyelepole Superior (1462). Der Name Wielopole bezeichnete wele (wielkie – groß) pole ([Acker]feld). Die im Jahr 1454 erwähnte Ergänzung Wola (lateinisch libertas) deutete auf eine steuerfreie Neugründung (vor 1437, vergleiche Antiqua Velepole – Alt Wielopole). Das Dorf war im Mittelalter ethnisch gemischt und einige im 15. Jahrhundert bekannte Einwohner des Dorfs trugen deutsche Namen, wie im benachbarten Poraż. Der Anteil der deutschen Bewohner im Mittelalter (vgl. Walddeutsche) ist jedoch angesichts der knappen Quellenbasis schwierig bestimmbar.
Das Dorf gehörte zunächst zum Königreich Polen (ab 1569 in der Adelsrepublik Polen-Litauen), Woiwodschaft Ruthenien, Sanoker Land. Bei der Ersten Teilung Polens kam es 1772 zum neuen Königreich Galizien und Lodomerien des habsburgischen Kaiserreichs (ab 1804). Ab dem Jahr 1855 gehörte es zum Bezirk Sanok. 1872 wurde die Erste Ungarisch-Galizische Eisenbahn mit einem Bahnhof in Wielopole eröffnet. Im späten 19. Jahrhundert lebten im Dorf 326 griechisch-katholische und 42 römisch-katholische Christen sowie 19 Israeliten.
Nach dem Ende des Ersten Weltkriegs und dem Zusammenbruch der Habsburgermonarchie kam das Dorf 1918 zu Polen. Nach dem deutschen Überfall auf Polen wurde es im Zweiten Weltkrieg von der Wehrmacht besetzt und wurde Teil des Generalgouvernements.
Wielopole wurde 1977 nach Zagórz eingemeindet.